# (12259) Szukalski
(12259) Szukalski (1989 SZ1) est un astéroïde de la ceinture principale découvert le 26 septembre 1989 par Eric Walter Elst à l'Observatoire européen austral. Sa désignation provisoire était 1989 SZ1.
Cet objet a été nommé en l'honneur de l'artiste belge Albert Szukalski (en).